# 훙쓰부구
훙쓰부구(한국어: 홍사보구, 중국어: 红寺堡区, 병음: Hóngsìbǔ Qū)는 중화인민공화국 닝샤 후이족 자치구 우중 시의 현급 행정 구역으로 면적은 1,720km2, 인구는 250,000명(2005년 기준)이다. 2009년 10월에 시할구로 승격되었다.

## 행정 구역
2개 진, 2개 향을 관할한다.
- 진: 紅寺堡鎮, 太陽山鎮
- 향: 大河郷, 南川郷